# Lambik Baba
Lambik Baba is het tweehonderdtiende stripverhaal uit de reeks van Suske en Wiske. Scenario, grappen en dialogen zijn van Paul Geerts, de tekeningen en bijdragen aan het scenario zijn van Marc Verhaegen. Het verhaal is deels een vervolg op De wilde weldoener uit 1961.
Het is gepubliceerd in De Standaard en Het Nieuwsblad van 19 juni 1991 tot en met 9 oktober 1991. De eerste albumuitgave in de Vierkleurenreeks was in november 1991, met albumnummer 230.

## Locaties
- België, Antwerpen, vliegveld, India, vliegveld, Heggadedevanankote, New Delhi, luchthaven, hotel, het eiland Elephanta met grottempels, Bombay, café, Shirdi, de brousse (bushbush, wildernis), vervallen tempeltje, bergen met oude mijnschacht, diamantmijn

## Personages
- Suske, Wiske met Schanulleke, tante Sidonia, Lambik, Jerom, postbode, Srinivasa, Sai Baba van Shirdi, stewardess, douane beambten, medewerkers hotel, man met rode tulband, dorpelingen, medewerker Foster Parents Plan, fakirs, Maharadja en dienaren, Ego, Pretentie en Agressie (demonen), Fifike (cobra), Sjiva, Nandi (stier van Sjiva), Ganapathi (zoontje Sjiva), Parvathi (vrouw van Sjiva), tijger, bewakers, kinderen, dorpelingen, bewakers vliegveld, de drie en volgelingen

## Uitvindingen
- draagbare teletijdmachine

## Het verhaal
Suske, Wiske en tante Sidonia adopteren financieel een kindje via Foster Parents Plan (tegenwoordig bekend als Plan International) en krijgen al snel bericht uit India. Er belt een man aan en hij brengt de lamp der liefde, maar de man verdwijnt plotseling. Professor Barabas komt langs en vertelt dat hij de teletijdmachine verbeterd heeft, de machine zit nu in een kleine koffer. De levende geest van Shrinivasa komt uit de lamp en vertelt dat Sai Baba een heilige was die honderd jaar daarvoor leefde, zijn boodschap was liefde voor de medemens. Shrinivasa riep de heilige op omdat ze de vrienden voor hun hulp wilde bedanken, maar er zijn nog vele arme kinderen die geronseld worden en onder slechte omstandigheden moeten werken. De vrienden willen naar India met de teletijdmachine, maar professor Barabas weigert omdat deze machine nog niet voldoende is getest. Professor Barabas geeft de teletijdmachine wel mee en de vrienden vertrekken met een KLM vlucht, Lambik is ooit al eerder als weldoener in India geweest, en trekt de kleding die hij toen droeg weer aan. De Boeing 747 landt in New Delhi en Lambik flitst zichzelf per ongeluk weg bij de douane als hij uitlegt hoe de draagbare teletijdmachine werkt. De vrienden leggen uit dat ze de kinderen willen helpen en de douane beambte waarschuwt de drie. In het hotel wordt een briefje bij de kamer van de vrienden gebracht en ze lezen dat Lambik op Elefanta is, Suske ziet nog net iemand met een rode tulband verdwijnen.
De vrienden gaan naar Elefanta en huren een boot om bij de grottempels te komen. Ze zien een enorm beeld van Sjiva, de oppergod, en Suske legt uit dat het rechtergezicht de schepper voorstelt, het middelste de behoeder en de linker de vernietiger. De vrienden zien Lambik in een roeibootje, maar als ze aankomen bij het bootje ontdekt Wiske dat het een pop is met een wekker er in. Ze varen snel weg bij het roeibootje en ontkomen zo aan een ontploffing, de pop bleek een tijdbom te zijn, maar hun boot wordt dan stukgevaren door een speedboot van de man met de rode tulband. Jerom zwemt met de vrienden naar de kust. Lambik loopt in een andere tijd door Bombay en drinkt een hete thee met kruiden, hij heeft geen geld en een woedende menigte achtervolgt hem. Lambik raakt een heilige koe en wordt uit een moskee gejaagd, met moeite kan hij ontkomen aan de woedende menigte. Lambik ontmoet een bedelaar en stuurt hem weg, hij komt bij een vuurtje en ontmoet de bedelaar opnieuw. Lambik wordt uitgenodigd bij het vuur en krijgt een beetje eten van de man die zich voorstelt als Sai Baba, een arme fakir. Lambik krijgt een hemd en een hoofddoek en hoort dat hij in 1900 terecht is gekomen, hij wordt begroet door veel mensen die op zoek zijn naar Sai Baba. Lambik wordt al snel bewonderd door de mensen en als Sai Baba terugkomt waarschuwt hij Lambik dat hoogmoed tot de val zal leiden. De geruchten verspreiden zich snel en Lambik wordt als even grote heilige vereerd, maar er komen ook mensen die Lambik willen verjagen.
Er wordt een foto van Lambik en Sai Baba gemaakt en tante Sidonia ziet deze in een winkeltje hangen. De vrienden weten nu dat ze naar Shirdi moeten gaan om Lambik te vinden en Wiske leest dat Sai Baba een vondeling was die geboren werd in de eerste helft van de negentiende eeuw. Een bedelmonnik voedde het jongetje op en hij ging in Shirdi wonen in een vervallen moskee. Hij kon wonderen verrichten en genas mensen, hij stierf op 15 oktober 1918 omringd door zijn volgelingen. De vrienden zien Srinivasa in de tempel van Sai Baba en zien hoe er offers voor een beeld worden gelegd. De vrienden bieden aan om te helpen en Wiske hoort dan dat Suske aanbiedt bij Srivasa te blijven en laat dit niet toe. De vrienden gaan naar het hotel, flitsen zich naar 1902 en zien veel mensen rond Lambik. Enkele fakirs zijn jaloers op het succes van Lambik en geven hem een mand, maar Sai Baba pakt hem af en neemt een bloemenkrans in zijn handen. Sai Baba vertelt dat er een cobra in de mand zat en de mannen vragen vergiffenis. Lambik is niet zo vergevingsgezind en Lambik vertelt zijn vrienden dat hij een heilige geworden is. De man met de rode tulband komt bij Lambik en vertelt dat de Maharadja hem uitnodigt voor een kopje thee. Lambik wordt in een paardendraagstoel gezet, maar Lambik wordt in een vervallen tempel opgesloten en niet naar de Maharadja gebracht. Wiske gaat naar Sai Baba en vraagt waar Lambik is, door meditatie ziet Sai dat hij is opgesloten in een tempel in de Brousse. Wiske krijgt gewijde as mee en dit zal haar de weg wijzen, met de vrienden gaat ze op zoek naar Lambik. De vrienden worden gevolgd, maar Jerom kan de mannen en een tijger verslaan. Lambik ontmoet drie demonen die zich voorstellen als Ego, Pretentie en Agressie.
De demonen willen Lambik sarren, maar vluchten weg als een cobra verschijnt. Sjiva verschijnt en stelt Lambik voor aan zijn vrouw en kind en Lambik begint al snel op te scheppen. De vrienden vinden Lambik bij Parvathi en Sjiva stelt zich dan voor. Sjiva geeft de vrienden zijn zegen omdat ze met goede bedoelingen naar India zijn gekomen en waarschuwt hen voor de drie demonen. Er steekt een storm op en Jerom en Lambik worden door de demonen uitgeschakeld, maar Wiske gooit de heilige as en de demonen verdwijnen als ze erdoor worden geraakt. De vrienden nemen afscheid van Sai Baba en bedanken hem voor zijn hulp. De vrienden flitsen zich terug naar de twintigste eeuw en komen in Heggadadevanankote. Ze gaan naar de tempel van Sai Baba en horen dat Srinivasa al enkele dagen verdwenen is, ze is meegenomen door de man met de rode tulband. Sai Baba verschijnt en vertelt de vrienden de as te volgen, de vrienden komen bij hoge bergtoppen en ze vinden de kinderen in een oude mijnschacht. Jerom verslaat de bewakers en de vrienden zien hoe de kinderen werken in de diamantmijn, ze komen bij een afgodsbeeld met een altaar en zien drie mannen met demonenmaskers. Srinivasa wordt op het altaar gelegd en zal gestraft worden voor haar ontsnapping, maar Lambik en Jerom helpen als het beeld tot leven komt. Lambik brengt Srivasa in veiligheid en de demonen worden door liefde verslagen en de drie mannen worden gevangen verslagen. De kinderen worden naar de bewoonde wereld gebracht, Srivasa belooft regelmatig te schrijven. Het Foster Parents Plan zal voor de kinderen zorgen en de vrienden gaan naar huis, maar Lambik wordt in zijn vreemde kleding op het vliegveld door bewakers gepakt.

## Trivia
Een prominent personage in het verhaal is Shirdi Sai Baba, maar enkele uitspraken in dit verhaal zijn van Sathya Sai Baba.